# 许国

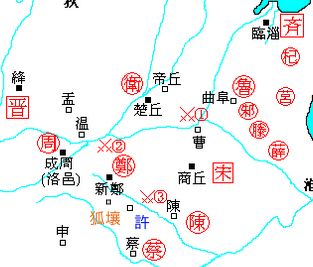
許國位置

許國，中國歷史上西周及春秋時代的一個諸侯國，男爵爵位，國君為姜姓，建國君主是許文叔，许伯彪為最後一位已知君主。

## 地理
许国的地理位置，在历史上曾经多次迁移。最早今河南许昌 。
春秋时期，被郑国、楚国等国逼迫，于公元前576年，许灵公南迁「叶地」（今河南叶县南）。从此之后，许国作为楚国的附庸国。
前534年许惮公迁国「城父」（安徽亳州市东南）。前538年迁往荆。前529年回到叶地。前506年再次迁移到「容城」（今鲁山县南）。战国初期终于被楚国灭亡。

## 历史

### 起源
史书载，许氏与齐氏由同一个祖先，那就是上古四岳伯夷之后。

### 商周时期
西周在灭亡商朝之后，周成王大封诸侯。其中，在商王朝的旧地，也分封了一些姬姓诸侯国，和姜姓诸侯国。许国是被周朝分封的姜姓诸侯国之一。始祖为许文叔，为太岳之嗣。

### 春秋战国时期
春秋时期，郑国、楚国等非常强大，许国经常遭到强国侵略。因力量弱小，无法抵抗，只好委曲求全。
公元前654年，楚国攻打许，许君大败，于是「肉袒谢罪」，楚国才心满意足，退兵而去。
楚成王时，再次进攻许国，许君没办法，第二次「肉袒谢罪」，请求和解。在这种情况下，许国只能迁徙，以躲避楚国和郑国的锋芒。
公元前576年，许灵公被迫迁到了「叶」(今河南叶县西南)。公元前533年，又迁其国城父(今安徽亳州东南)。公元前529年，迁回叶。公元前524年，迁至容城(今河南鲁山东南)，成为楚国的附庸。
在这之后，许国差不多每三至五年就迁徙一次，可以想到许国面临的险恶局势。许国迁「容」后，虽暂时有了一个长期的休整时间，但是，当时诸侯纷争，许国这样的小国仍是不能躲过被吞并的厄运。

### 亡国
《左传》记载，许男斯在位时，在楚国郢都被吴国攻克期间，许国为郑国所灭。
后来，又有几位在史书中记载的许国君主。很有可能是在楚国扶植下，许元公被当地百姓或许国遗民拥立的，他们在严格意义上，算不上许国君主。
前481年，楚惠王封公子結為許国君主，後傳五世到战国初期，许君被楚国废黜，許国彻底灭亡。

### 灭亡之后
灭国后，许国人迁移到中原以及江南，以国为氏，所以叫做为许氏。这是许姓的一个主要来源。

## 許國君主列表及在位年份
《漢書·地理志》謂許國「二十四世為楚所滅」，然而在文獻當中可考証者僅18位，青銅銘文可考証者僅3位，不足24人。其中许文叔至许庄公的世系仅见于《资治通鉴外纪》。
|              | 稱號       | 國君本名                   | 在位年數         | 在位年份            | 出身與關係                 | 資料出處                                            |
| ------------ | ---------- | -------------------------- | ---------------- | ------------------- | -------------------------- | --------------------------------------------------- |
| 1            | 許文叔     | 丁                         |                  | 前11世紀 - ？       | 伯夷後裔                   | 《资治通鉴外纪》 《春秋左傳注》 《清華簡·封許之命》 |
|              | 許德男     |                            |                  |                     | 許文叔子                   | 《资治通鉴外纪》                                    |
|              | 許男伯封   | 封                         |                  |                     | 許德男子                   | 《资治通鉴外纪》                                    |
|              | 許孝男     |                            |                  |                     | 許伯封子                   | 《资治通鉴外纪》                                    |
|              | 許靖男     |                            |                  |                     | 許孝男子                   | 《资治通鉴外纪》                                    |
|              | 許康男     |                            |                  |                     | 許靖男子                   | 《资治通鉴外纪》                                    |
|              | 許武公     |                            |                  |                     | 許康男子                   | 《资治通鉴外纪》                                    |
|              | 許文公     | 興父                       |                  | 周幽王、周平王時期  | 許武公子                   | 《资治通鉴外纪》 《竹書紀年》                       |
| 11           | 許莊公     | 茀 或名苴人                | 郁賢皓注在位20年 | 前731年 - 前712年   | 許文叔十一世孫，許文公之子 | 《資治通鑑外紀》 《春秋左傳注》 《春秋釋例》        |
| 12           | 許桓公     | 鄭                         | 14年             | 約前711年 - 前698年 | 《春秋釋例》曰為許莊公弟   | 《春秋左傳注》 《春秋釋例》                         |
| 13           | 許穆公     | 新臣                       | 42年             | 前697年 - 前656年   | 許莊公之弟                 | 《春秋左傳注》                                      |
| 14           | 許僖公     | 業                         | 34年             | 前655年 - 前622年   | 許穆公子                   | 《春秋左傳注》                                      |
| 15           | 許昭公     | 錫我                       | 30年             | 前621年 - 前592年   | 許僖公子                   | 《春秋左傳注》                                      |
| 16           | 許靈公     | 寧                         | 45年             | 前591年 - 前547年   | 許昭公子                   | 《春秋左傳注》                                      |
| 17           | 許悼公     | 買                         | 24年             | 前546年 - 前523年   | 許靈公子                   | 《春秋左傳注》                                      |
| 18           | 許男斯     | 斯                         | 19年             | 前522年 - 前504年   | 許悼公子                   | 《春秋左傳注》                                      |
| 19           | 許元公     | 成                         | 約22年           | 約前503年 - 前482年 | 許悼公孫                   | 《春秋释例》 《春秋左傳注》                         |
| 20           | 許男結     | 結                         |                  | 前481年 - ？        | 許元公子                   | 《春秋释例》 《春秋左传正义》 《通志·氏族略》       |
| 以後四世不明 |            |                            |                  |                     |                            |                                                     |
|              | 許男子妝   | 子妝                       |                  | 春秋時期            | 世系不明                   | 《春秋左傳注》 《金文人名匯編》                     |
|              | 許男子𤖙𠂤 | 子𤖙𠂤（𠂤同堆，𤖙同醬。） |                  | 春秋時期            | 世系不明                   | 《金文人名匯編》                                    |
|              | 許男伯彪   | 伯彪                       |                  | 春秋時期            | 世系不明                   | 《金文人名匯編》                                    |

## 其他人物
公子
- 許哀世子止，許悼公太子

雜臣
- 百里《左傳·隱公十一年》
- 許圍《左傳·昭公十三年》

女性
- 許穆夫人
- 許叔姬可母，蔡國太師䑂的三女，嫁許國（《蔡太師䑂鼎》）

## 延伸阅读
[在维基数据编辑]